# Grand Prix Německa 1991
Grand Prix Německa 1991 (LIII. Großer Mobil 1 Preis von Deutschland), 9. závod 42. ročníku mistrovství světa jezdců Formule 1 a 33. ročníku poháru konstruktérů, historicky již 509. grand prix, se již tradičně odehrála na okruhu Hockenheimring.

## Výsledky

### Předkvalifikace
| Pořadí | Číslo | Jezdec             | Konstruktér    | Čas      |
| ------ | ----- | ------------------ | -------------- | -------- |
| 1      | 7     | Martin Brundle     | Brabham-Yamaha | -        |
| 2      | 8     | Mark Blundell      | Brabham-Yamaha | -        |
| 3      | 9     | Michele Alboreto   | Footwork-Ford  | -        |
| 4      | 17    | Gabriele Tarquini  | AGS-Ford       | -        |
| DNPQ   | 14    | Olivier Grouillard | Fondmetal-Ford | 1:44.645 |
| DNPQ   | 10    | Alex Caffi         | Footwork-Ford  | 1:45.282 |
| DNPQ   | 18    | Fabrizio Barbazza  | AGS-Ford       | 1:46.604 |
| DNPQ   | 31    | Pedro Chaves       | Coloni-Ford    | 1:47.546 |

### Kvalifikace
| Pořadí | Číslo | Jezdec            | Konstruktér             | Čas      | Odstup  |
| ------ | ----- | ----------------- | ----------------------- | -------- | ------- |
| 1      | 5     | Nigel Mansell     | Williams-Renault        | 1:37.087 | -       |
| 2      | 1     | Ayrton Senna      | McLaren-Honda           | 1:37.274 | + 0.187 |
| 3      | 2     | Gerhard Berger    | McLaren-Honda           | 1:37.393 | + 0.306 |
| 4      | 6     | Riccardo Patrese  | Williams-Renault        | 1:37.435 | + 0.348 |
| 5      | 27    | Alain Prost       | Ferrari                 | 1:39.034 | + 1.947 |
| 6      | 28    | Jean Alesi        | Ferrari                 | 1:39.042 | + 1.955 |
| 7      | 33    | Andrea de Cesaris | Jordan-Ford             | 1:40.239 | + 3.152 |
| 8      | 20    | Nelson Piquet     | Benetton-Ford           | 1:40.560 | + 3.473 |
| 9      | 19    | Roberto Moreno    | Benetton-Ford           | 1:40.957 | + 3.870 |
| 10     | 23    | Pierluigi Martini | Minardi-Ferrari         | 1:40.998 | + 3.911 |
| 11     | 32    | Bertrand Gachot   | Jordan-Ford             | 1:41.308 | + 4.221 |
| 12     | 16    | Ivan Capelli      | Leyton House-Ilmor      | 1:41.330 | + 4.243 |
| 13     | 3     | Satoru Nakadžima  | Tyrrell-Honda           | 1:41.390 | + 4.303 |
| 14     | 4     | Stefano Modena    | Tyrrell-Honda           | 1:41.566 | + 4.479 |
| 15     | 7     | Martin Brundle    | Brabham-Yamaha          | 1:41.615 | + 4.528 |
| 16     | 15    | Mauricio Gugelmin | Leyton House-Ilmor      | 1:41.735 | + 4.648 |
| 17     | 25    | Thierry Boutsen   | Ligier-Lamborghini      | 1:41.823 | + 4.736 |
| 18     | 21    | Emanuele Pirro    | Dallara-Judd            | 1:42.021 | + 4.934 |
| 19     | 24    | Gianni Morbidelli | Minardi-Ferrari         | 1:42.058 | + 4.971 |
| 20     | 22    | Jyrki Jarvilehto  | Dallara-Judd            | 1:42.174 | + 5.084 |
| 21     | 8     | Mark Blundell     | Brabham-Yamaha          | 1:42.216 | + 5.129 |
| 22     | 30    | Aguri Suzuki      | Larrousse-Ford          | 1:42.474 | + 5.387 |
| 23     | 11    | Mika Häkkinen     | Lotus-Judd              | 1:42.726 | + 5.639 |
| 24     | 34    | Nicola Larini     | Modena Team-Lamborghini | 1:43.035 | + 5.948 |
| 25     | 29    | Eric Bernard      | Larrousse-Ford          | 1:43.321 | + 6.234 |
| 26     | 26    | Eric Comas        | Ligier-Lamborghini      | 1:43.364 | + 6.277 |
| DNQ    | 9     | Michele Alboreto  | Footwork-Ford           | 1:43.409 | + 6.322 |
| DNQ    | 12    | Michael Bartels   | Lotus-Judd              | 1:43.624 | + 6.537 |
| DNQ    | 17    | Gabriele Tarquini | AGS-Ford                | 1:43.787 | + 6.700 |
| DNQ    | 35    | Eric van de Poele | Modena Team-Lamborghini | 1:44.207 | + 7.120 |

### Závod
| Pořadí | Číslo | Jezdec             | Konstruktér             | Kola | Čas/odstoupení | Start | Body |
| ------ | ----- | ------------------ | ----------------------- | ---- | -------------- | ----- | ---- |
| 1      | 5     | Nigel Mansell      | Williams-Renault        | 45   | 1:19:29.661    | 1     | 10   |
| 2      | 6     | Riccardo Patrese   | Williams-Renault        | 45   | + 13.779       | 4     | 6    |
| 3      | 28    | Jean Alesi         | Ferrari                 | 45   | + 17.618       | 6     | 4    |
| 4      | 2     | Gerhard Berger     | McLaren-Honda           | 45   | + 32.651       | 3     | 3    |
| 5      | 33    | Andrea de Cesaris  | Jordan-Ford             | 45   | + 1:17.537     | 7     | 2    |
| 6      | 32    | Bertrand Gachot    | Jordan-Ford             | 45   | + 1:40.605     | 11    | 1    |
| 7      | 1     | Ayrton Senna       | McLaren-Honda           | 44   | Únik paliva    | 2     |      |
| 8      | 19    | Roberto Moreno     | Benetton-Ford           | 44   | + 1 kolo       | 9     |      |
| 9      | 25    | Thierry Boutsen    | Ligier-Lamborghini      | 44   | + 1 kolo       | 17    |      |
| 10     | 21    | Emanuele Pirro     | Dallara-Judd            | 44   | + 1 kolo       | 18    |      |
| 11     | 7     | Martin Brundle     | Brabham-Yamaha          | 43   | + 2 kola       | 15    |      |
| 12     | 8     | Mark Blundell      | Brabham-Yamaha          | 43   | + 2 kola       | 21    |      |
| 13     | 4     | Stefano Modena     | Tyrrell-Honda           | 41   | + 4 kola       | 14    |      |
| Ret    | 27    | Alain Prost        | Ferrari                 | 37   | Vyjetí z tratě | 5     |      |
| Ret    | 16    | Ivan Capelli       | Leyton House-Ilmor      | 36   | Motor          | 12    |      |
| Ret    | 22    | Jyrki Järvilehto   | Dallara-Judd            | 35   | Motor          | 20    |      |
| Ret    | 20    | Nelson Piquet      | Benetton-Ford           | 27   | Motor          | 8     |      |
| Ret    | 3     | Satoru Nakadžima   | Tyrrell-Honda           | 26   | Převodovka     | 13    |      |
| Ret    | 26    | Érik Comas         | Ligier-Lamborghini      | 22   | Motor          | 26    |      |
| Ret    | 15    | Maurício Gugelmin  | Leyton House-Ilmor      | 21   | Převodovka     | 16    |      |
| Ret    | 11    | Mika Häkkinen      | Lotus-Judd              | 19   | Motor          | 23    |      |
| Ret    | 30    | Aguri Suzuki       | Larrousse-Ford          | 15   | Motor          | 22    |      |
| Ret    | 24    | Gianni Morbidelli  | Minardi-Ferrari         | 14   | Diferenciál    | 19    |      |
| Ret    | 23    | Pierluigi Martini  | Minardi-Ferrari         | 11   | Diferenciál    | 10    |      |
| Ret    | 29    | Éric Bernard       | Larrousse-Ford          | 9    | Převody        | 25    |      |
| Ret    | 34    | Nicola Larini      | Modena Team-Lamborghini | 0    | Vyjetí z tratě | 24    |      |
| DNQ    | 9     | Michele Alboreto   | Footwork-Ford           |      |                |       |      |
| DNQ    | 12    | Michael Bartels    | Lotus-Judd              |      |                |       |      |
| DNQ    | 17    | Gabriele Tarquini  | AGS-Ford                |      |                |       |      |
| DNQ    | 35    | Eric van de Poele  | Modena Team-Lamborghini |      |                |       |      |
| DNPQ   | 14    | Olivier Grouillard | Fondmetal-Ford          |      |                |       |      |
| DNPQ   | 10    | Alex Caffi         | Footwork-Ford           |      |                |       |      |
| DNPQ   | 18    | Fabrizio Barbazza  | AGS-Ford                |      |                |       |      |
| DNPQ   | 31    | Pedro Chaves       | Coloni-Ford             |      |                |       |      |

## Průběžné pořadí šampionátu
Pohár jezdců
| Pořadí | Jezdec           | Body |
| ------ | ---------------- | ---- |
| 1      | Ayrton Senna     | 51   |
| 2      | Nigel Mansell    | 43   |
| 3      | Riccardo Patrese | 28   |
| 4      | Alain Prost      | 21   |
| 5      | Gerhard Berger   | 19   |

Pohár konstruktérů
| Pořadí | Konstruktér      | Body |
| ------ | ---------------- | ---- |
| 1      | Williams-Renault | 71   |
| 2      | McLaren-Honda    | 70   |
| 3      | Ferrari          | 33   |
| 4      | Benetton-Ford    | 23   |
| 5      | Jordan-Ford      | 13   |